# Gajehada
Gajehada (nep. गजेहद) – gaun wikas samiti w zachodniej części Nepalu w strefie Lumbini w dystrykcie Kapilvastu. Według nepalskiego spisu powszechnego z 2001 roku liczył on 1949 gospodarstw domowych i 10 961 mieszkańców (5535 kobiet i 5426 mężczyzn).